# Josh Shapiro
Josh Shapiro, właśc. Joshua David Shapiro (ur. 20 czerwca 1973 w Kansas City) – amerykański prawnik i polityk, od 2023 gubernator stanowy Pensylwanii.

## Życiorys
Jest synem Stevena, pediatry, i Judi, nauczycielki. Z powodu pracy jego ojca jako lekarza wojskowego kilka lat dzieciństwa spędził w bazie marynarki wojennej. Następnie jego rodzina przeniosła się do hrabstwa Montgomery w Pensylwanii. W latach 1991–1995 studiował na University of Rochester, uzyskując bachelor’s degree. W 1999 rozpoczął edukację na Uniwersytecie Georgetown, w 2002 uzyskał tytuł doktora nauk prawnych. Od 2003 pracuje jako radca prawny.
W latach 1995–1999 był kolejno doradcą parlamentarzystów: Carla Levina, Petera Deutscha i Roberta Torricellego. W latach 1999–2003 był szefem sztabu członka Izby Reprezentantów Joego Hoeffela.
W 2004 wybrany do Izby Reprezentantów stanu Pensylwania z okręgu nr 153, uzyskał reelekcję w  2006, 2008 i 2010 roku. W 2011 wybrany do Rady Komisarzy Hrabstwa Montgomery.
W 2016 roku kandydował na prokuratora generalnego Pensylwanii, poparcia udzielił mu m.in. prezydent Barack Obama. W wyborach nieznacznie pokonał kandydata Partii Republikańskiej, stanowego senatora Johna Rafferty’ego Juniora. W 2020 z powodzeniem ubiegał się o reelekcję. W trakcie kadencji w 2017 roku złożył pozew przeciwko prezydentowi Donaldowi Trumpowi i jego administracji po wprowadzeniu przez nią przepisów utrudniających dostęp do środków antykoncepcyjnych, które uznał za niezgodne m.in. z Konstytucją i ustawą o prawach obywatelskich z 1964 roku. Jako prawnik sprzeciwiał się również wprowadzonym przez administrację Trumpa ograniczeniom dotyczących podróży zagranicznych do Stanów Zjednoczonych z siedmiu krajów arabskich.
W listopadzie 2022 roku wybrany gubernatorem stanowym Pensylwanii, uzyskując 56,5% głosów i pokonując skrajnie prawicowego senatora Douga Mastriana. 17 stycznia 2023 zaprzysiężony na to stanowisko.

## Życie prywatne
25 maja 1997 wziął ślub z Lori Shapiro, pracującą w administracji prezydenta Billa Clintona. Ma z nią czwórkę dzieci: Reubena, Sophie, Maxa i Jonaha. Mieszka w Abington Township. Jest żydem.